# La donna di Gilles (film)
La donna di Gilles (La Femme de Gilles) è un film del 2004 diretto da Frédéric Fonteyne.
Il film è stato presentato nella sezione Venezia Orizzonti alla 61ª Mostra internazionale d'arte cinematografica di Venezia.

## Trama
Sullo sfondo di una Liegi operaia (irriconoscibile e mai menzionata nella pellicola) Élisa è la moglie di un operaio, Gilles, innamorato segretamente della sorella di lei, l'affascinante Victorine.
Il ménage à trois viene scoperto da Élisa che, fermamente innamorata del marito, invece di punirlo o di chiedergli spiegazioni asseconda il suo amore per la sorella, sperando in un rinsavimento che porti l'uomo a riscoprirla e ad amarla come una volta. Ma la passione di Gilles degenera ed Élisa si ritrova a doversi far forza per tentare a tutti i costi di non odiare il suo uomo e sua sorella, spingendosi anzi a confortarlo, sostenerlo, diventare sua confidente nei tradimenti che subisce. L'amore totale la acceca e la distrugge.
Alla fine, quando il pericolo di Victorine è distante e Gilles sembra riaccostarsi al focolare domestico, Élisa è stremata. Ha svuotato se stessa per il suo uomo. Tutto intorno a lei perde di significato e di valore. Insensibile al pianto del suo neonato e ai richiami della vita, si uccide gettandosi da una finestra.

## Riconoscimenti
- 2005 - Premio André Cavens
- 2005 - Efebo d'oro
- 2005 - International Istanbul Film Festival
  - Tulipano d'oro